# Gunnel Linde
Gunnel Linde (født 14. oktober 1924 i Stockholm, død 12. juni 2014) var en svensk børnebogsforfatter mest kendt for børnebogen Den vita stenen (der blev filmatiseret som en tv-miniserie Den hvide sten), journalist og tegner, og grundlægger af interesseorganisationen BRIS (Barnens rätt i samhället) i 1971.